# SMS Sankt Georg
SMS Sankt Georg bio je oklopna krstarica Austro-ugarske ratne mornarice.
Sankt Georg odabran je za glavni motiv najnovije austrijske kovanice, komemorativne kovanice S.M.S. Sankt Georg, iskovane 14. rujna 2005. godine. Revers prikazuje oklopnu krstaricu koja uplovljava u luku New York 17. svibnja 1907. godine prolazeći zdesna ispred kipa Slobode. To je bio posljednji posjet austrijskoga ratnog broda SAD-u. Brod je 1920. predan Britaniji i naposljetku je izrezan.